# Combinado
Combinado är en kommun i Brasilien.   Den ligger i delstaten Tocantins, i den östra delen av landet, 400 km norr om huvudstaden Brasília. Antalet invånare är 4 669.
Omgivningarna runt Combinado är huvudsakligen savann. Runt Combinado är det glesbefolkat, med 20 invånare per kvadratkilometer.